# Ян Мінарж
Ян Мінарж (чеськ. Jan Minář; нар. 9 квітня 1981) — колишній чеський тенісист.
Найвищу одиночну позицію світового рейтингу — 177 місце досяг 5 травня 2008, парну — 335 місце — 9 березня 2009 року.

## Фінали в одиночному розряді

### Перемоги (6)
| Легенда (одиночний розряд) |
| Великий шлем (0)           |
| Tennis Masters Cup (0)     |
| Серія Мастерс ATP (0)      |
| Тур ATP (0)                |
| Челленджери (1)            |
| Ф'ючерси (5)               |

| Ранг | Дата     | Турнір                    | Покриття | Суперник           | Рахунок        |
| 1.   | Сер 2004 | Ґрац, Австрія             | Тверде   | Жиль Сімон         | 3–6, 6–3, 7–5  |
| 2.   | Сер 2006 | Познань, Польща           | Ґрунт    | Лукаш Росол        | 6–4, 6–3       |
| 3.   | Кві 2007 | Анталія, Туреччина        | Ґрунт    | Марцель Ціммерманн | 26–7, 6–4, 6–4 |
| 4.   | Кві 2007 | Анталія, Туреччина        | Ґрунт    | Предраг Русевський | 6–3, 6–2       |
| 5.   | Тра 2007 | Яблонець-над-Нисою, Чехія | Тверде   | Міхал Табара       | 7–65, 6–3      |
| 6.   | Кві 2009 | Андижан, Узбекистан       | Тверде   | Мурад Іноятов      | 3–6, 7–63, 6–3 |

### Поразка (9)
| Ранг | Дата     | Турнір                   | Покриття   | Суперник у фіналі  | Рахунок       |
| 1.   | Лют 2003 | Бленім, Нова Зеландія    | Тверде     | Іво Мінарж         | 6–4, 6–2      |
| 2.   | Чер 2003 | Тбілісі, Грузія          | Ґрунт      | Теймураз Габашвілі | 6–4, 6–1      |
| 5.   | Вер 2003 | Плезір, Франція          | Тверде     | Жан-Мішель Пекері  | 7–5, 7–69     |
| 4.   | Чер 2004 | Кассель, Німеччина       | Ґрунт      | Мунір Аль Ааредж   | 6–2, 6–4      |
| 5.   | Тра 2005 | Загреб, Хорватія         | Ґрунт      | Іван Любичич       | 6–4, 6–2      |
| 6.   | Тра 2007 | Борнмут, Велика Британія | Ґрунт      | Лоран Рекундер     | 7–63, 6–4     |
| 7.   | Тра 2007 | Катовиці, Польща         | Ґрунт      | Раміз Джунейд      | 2–6, 7–5, 6–2 |
| 8.   | Бер 2009 | Джерсі, Велика Британія  | Тверде (i) | Денієл Еванс       | 6–3, 6–2      |
| 9.   | Лип 2009 | Оберштауфен, Німеччина   | Ґрунт      | Робін Вік          | 6–1, 6–2      |

## Фінали в парному розряді

### Перемоги (2)
| Легенда (парний розряд) |
| Великий шлем (0)        |
| Tennis Masters Cup (0)  |
| Серія Мастерс ATP (0)   |
| Тур ATP (0)             |
| Челленджери (1)         |
| Ф'ючерси (1)            |

| Ранг | Дата              | Турнір                           | Покриття | Партнер       | Суперники у фіналі              | Рахунок  |
| 1.   | 11 листопада 2002 | Гротовиці, Чехія                 | Килим    | Марек Велічка | Лукаш Длоуги Давід Мікета       | w/o      |
| 2.   | 21 липня 2008     | Меджугор'є, Боснія і Герцеговина | Ґрунт    | Мартін Сланар | Пере Ріба Пабло Сантос Гонсалес | 7–5, 6–3 |

### Поразка (3)
| Ранг | Дата              | Турнір                        | Покриття | Партнер          | Суперники у фіналі                 | Рахунок          |
| 1.   | 23 листопада 2004 | Прага, Чехія                  | Килим    | Ярослав Поспішил | Лукаш Длоуги Ігор Зеленай          | 6–3, 3–6, 7–65   |
| 2.   | 13 лютого 2006    | Белград, Сербія та Чорногорія | Килим    | Іво Мінарж       | Міхаель Кольманн Александер Васке  | 7–63, 6–3        |
| 3.   | 21 вересня 2009   | Трнава, Словаччина            | Ґрунт    | Лукаш Росол      | Григор Димитров Теймураз Габашвілі | 6–4, 2–6, [10–8] |